# Morrie Ryskind
Morris Syskind, detto Morrie (New York, 20 ottobre 1895 – Washington, 24 agosto 1985), è stato un drammaturgo, paroliere, sceneggiatore, regista teatrale e attivista politico statunitense.

## Biografia
Morrie Ryskind nacque a Brooklyn, figlio degli immigrati russi ebrei Ida Edelson ed Abraham Ryskind. Studiò alla Columbia University ma fu sospeso dall'università poco prima della laurea per aver paragonato il rettore Nicholas Murray Butler allo zar Nicola per aver impedito che il conte Nikolai Tolstoy (il nipote dello scrittore) parlasse nel campus.
Tra il 1927 e il 1945 Ryskind fu paroliere e librettista di numerosi musical di Broadway, spesso scritti in collaborazione con il commediografo George S. Kaufman. La sua opera di maggior successo fu il musical Of Thee I Sing, scritto insieme a George Gershwin e che gli valse il Premio Pulitzer per la drammaturgia. Nello stesso periodo fu anche un collaboratore dei Fratelli Marx e co-autore delle sceneggiature di alcuni loro film, tra cui Le noci di cocco (1929) e Animal Crackers (1930). Nel 1937 ottenne una candidatura all'Oscar alla migliore sceneggiatura non originale per L'impareggiabile Godfrey; l'anno dopo ottenne una seconda candidatura allo stesso premio per il film Palcoscenico.
Dopo essere stato un membro del Partito Socialista d'America durante gli anni trenta, nel 1940 Ryskind abbandonò il Partito Democratico per unirsi ai Repubblicani, diventando un fervente attivista conservatore.
Morrie Ryskind fu sposato con Mary House dal 1929 fino alla sua morte nel 1985; la coppia ebbe due figli.

## Filmografia parziale

### Sceneggiatore
- Le noci di cocco (The Cocoanuts), regia di Robert Florey e Joseph Santley (1929)
- Animal Crackers, regia di Victor Heerman (1930)
- Una notte all'opera (A Night at the Opera), regia di Sam Wood (1935)
- L'impareggiabile Godfrey (My Man Godfrey), regia di Gregory La Cava (1936)
- Palcoscenico (Stage Door), regia di Gregory La Cava (1937)
- Servizio in camera (Room Service), regia di William A. Seiter (1938)
- La signora del venerdì (His Girl Friday), regia di Howard Hawks (1940)
- Ho sognato un angelo (Penny Serenade), regia di George Stevens (1941)
- La parata dell'impossibile (Where Do We Go from Here?), regia di Gregory Ratoff (1945)

## Riconoscimenti
- Premio Oscar
  - 1937 – Candidatura alla migliore sceneggiatura non originale per L'impareggiabile Godfrey
  - 1938 – Candidatura alla migliore sceneggiatura non originale per Palcoscenico
- Premio Pulitzer
  - 1932 – Premio Pulitzer per la drammaturgia per Of Thee I Sing